# 穴吹学園高等学校
穴吹学園高等学校（あなぶきがくえんこうとうがっこう）は、香川県高松市にある私立の通信制高等学校。

## 概要
- 学校法人穴吹学園が運営していたクラーク記念国際高等学校のサポート校の高松高等学院が前身[1]。

## 沿革
- 2021年4月 - 「穴吹学園高等学校」を開校。

## 設置課程
- 通信制課程
- 普通科
  - 週5日登校型
  - フレックス型（月1回程度登校）

## 交通アクセス
- 四国旅客鉄道高松駅から徒歩14分。
- 高松琴平電気鉄道瓦町駅から徒歩15分。